# Пауль Гаваокс
Па́уль Гаваокс (ест. Paul Haavaoks; 12 червня 1924, Вярска, Естонія — 30 вересня 1983, Ряпіна, Естонія) — естонський поет і прозаїк, що творив вируською мовою.

## Біографія
Син селянина, працював у сільському господарстві. Після закінчення Другої світової війни — на будівництві.
З 1951 по 1955 — редактор газети «Koit» («Світанок»). З 1955 — позаштатний кореспондент в Ряпіна (Південна Естонія).
Похований у місті Вярска.

## Творчість
Перші вірші поета з'явилися ще до московської окупації — у 1937—1938 роках. Активно друкуватися почав 1949. Повністю присвятив себе літературній діяльності з 1955.
Був одним з найбільш активних національних поетів Південної Естонії. У другій половині 1960-х років писав свої вірші на південно-естонському діалекті.
Вірші Гаваокса переважно про життя рідного краю — Причуддя, центральне місце в них посідають картини народного побуту й опису рідної природи.
Автор збірок віршів:
- «Біля озера Пейпсі» («Peipsi rannalt», 1957),
- «Подорожні в дорозі» («Rändajad maanteel», 1960),
- «Шумлять ліси» («Metsad kohisevad», 1962),
- «Пісня про велику скарбницю» («Laul suurest salvest», 1965),
- «Мурашина стежка» («Sipelgarada», 1970).
- Talvised mesipuud. Valik luuletusi 1949—1969 (1971)
- Palumaa pedajad (1974)
- Kanajala linnajagu (1977)
- On küla kuskil veel (1980)
- Rannahääled (1981)
- Suvised nurmed. Valik luuletusi 1962—1982 (1984)
- Väike luuleraamat "(1988)

Написав кілька книг віршів для дітей, прози для юнацтва. Багато з його віршів покладено на музику.

## Вірші для дітей
- Rannapoisid (1960)
- Lehesall ja lumerätt (1962)
- Nipitiri (1974)
- Valge pilliroog (1974)

- Eelkarastumine (Книга спогадів, 1974)